# 肅訖宗
肅訖宗（?—?），新羅第23代君主智证王之孙，金立宗之子，真兴王的弟弟。
伽耶国的后代金舒玄在路上見到肅訖宗的女儿萬明夫人，非常高兴用眼神传达爱意，二人不待媒媒妁就结合了。金舒玄爲萬弩郡太守，將與她同行。肅訖宗知道女儿與金舒玄野合，把她囚禁到別第，派人守卫。忽然雷震屋門，守卫人驚亂，萬明從洞中出来，遂和金舒玄赴萬弩郡。金舒玄、萬明夫人是金庾信的父母。

## 家族
- 祖父：智证王
- 父亲：金立宗
- 母亲：只召太后
  - 兄长：真兴王
  - 夫人：萬呼夫人
    - 女儿：萬明夫人（574年-?）
    - 女婿：金舒玄（564年-?）
      - 外孙：金庾信（595年-673年）
      - 外孙：金欽纯（599年-680年）
      - 外孙女：永昌夫人
      - 外孙女：文明王后

## 相关影视
- 《大王之梦》（KBS、2012年-2013年，徐仁锡）